# Andrea Vaccaro (1939)
Andrea Vaccaro, all'anagrafe Pier Andrea Vaccaro (Pallanza, 21 luglio 1939 – Legnano, 19 ottobre 2019), è stato un artista e pittore italiano noto per le sue opere astratte e figurative, nonché per le innovazioni apportate alle tecniche pittoriche moderne.

## Biografia
Nato da padre siciliano di Scicli, in provincia di Ragusa, e da madre piemontese, all'età di sei anni si stabilì con la famiglia a Legnano, nella città metropolitana di Milano, in Lombardia. Concluso il liceo scientifico, dopo il diploma iniziò a lavorare come pittore grafico nel campo dell'illustrazione e nella pubblicità. Dopo aver terminato il servizio militare, venne assunto dall'azienda tessile Bassetti come rappresentante. Successivamente si sposò a Padova, in Veneto, dove prese residenza. In seguito decise di ristabilirsi a Legnano, dove ha riseduto fino alla morte, tornando a esercitare l'attività di pittore.
Negli anni ottanta del XX secolo aderì alla transavanguardia italiana, movimento artistico nato verso la seconda metà degli anni settanta. In seguito Andrea Vaccaro abbandonò la transavanguardia, e circa vent'anni dopo fondò un proprio movimento, il "ritorno all'umano" (che è incentrato sul recupero dell'essenza umana), corrente artistica che respinge la deriva presa dalla transavanguardia italiana verso l'eccessiva mercificazione delle opere artistiche.
È morto a Legnano, il 19 ottobre 2019, a 80 anni.

## Stile

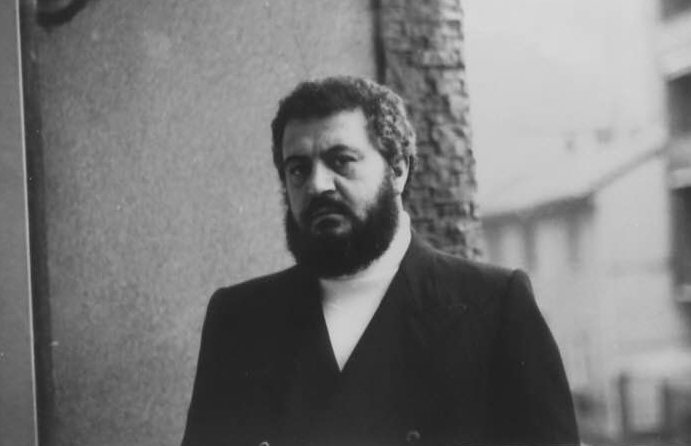
Andrea Vaccaro

La produzione artistica di Andrea Vaccaro è stata molto varia, dato che si è estesa dai ritratti alle opere pittoriche astratte con dipinti che spesso sono caratterizzati da entrambe le connotazioni artistiche. In particolar modo la sua versatilità si è espressa in ritratti di paesaggi e di persone, oltre che in opere astratte, queste ultime caratterizzate da decisi connotati cubisti e informali.
Vaccaro ha utilizzato diverse tecniche, spesso sperimentando nuove pratiche pittoriche come quella definita "legno su legno" dove ha prestato particolare attenzione alla luce: quest'ultima, nei dipinti di Andrea Vaccaro, simboleggia il passare del tempo. Le opere realizzate con questa tecnica, che sono peculiari di Vaccaro e che sono astratte con venature figurative, sono conosciute come "planosculture" o "clessidre". 
La luce, in particolare, è riflessa in modo caratteristico grazie ai bassorilievi del legno, che sono completati dalle pieghe dello strato di pittura. Degni di nota sono anche i disegni realizzati da Andrea Vaccaro durante l'infanzia (dai 7 ai 12 anni di età) che hanno riscosso un buon successo, anche da un punto di vista espositivo.

## Mostre
La prima mostra pubblica sulle opere di Andrea Vaccaro è stata allestita presso la sede del liceo scientifico di Legnano quando il pittore aveva 15 anni. A questa prima esposizione sono seguite centinaia di mostre personali, sia in Italia che all'estero. Tra le mostre organizzate fuori dall'Italia degne di nota sono state le esposizioni realizzate negli anni ottanta del XX secolo, durante la sua adesione alla transavanguardia italiana, all'interno degli istituti italiani di cultura all'estero di Zagabria, Spalato, Belgrado, Bucarest, Praga, Amsterdam, Stoccolma e Parigi, mentre tra le mostre allestite in Italia sono state importanti quelle realizzate alle gallerie d'arte "Ponte Rosso" e "Il Vertice", entrambe situate a Milano, e all'ospedale civile di Legnano, che sono state patrocinate dalla regione Lombardia e che hanno avuto, come soggetto, Ritorno all'umano, Disegni dell'infanzia e Planosculture.